# Clasificación de UEFA para la Copa Mundial de Fútbol de 2002
Para la Copa Mundial de Fútbol de 2002, la UEFA tenía catorce cupos directos, incluyendo el cupo de Francia, reservado por ser el campeón mundial anterior, además de un cupo a la repesca contra Asia.
En la eliminatoria europea participaron 50 equipos nacionales, divididos en 9 grupos (4 grupos de 5 equipos; 5 grupos con 6 equipos). En cada grupo se realizaría una liguilla con partidos de ida y vuelta.
El ganador de cada grupo se clasificaba automáticamente al Mundial. Los equipos que hayan obtenido el segundo lugar se agruparon y ordenaron en una tabla con sus puntos y diferencia de goles de los partidos de la liguilla, pero contando solo con los encuentros disputados con el 1.º, 3.º, 4.º y 5.º de su grupo. El equipo que quedó en el primer lugar de dicha tabla jugó un repechaje contra el mejor segundo de Asia.
En las tablas, los equipos en negrita se encuentran clasificados para la Copa Mundial, mientras que los que están en negrita y cursiva han pasado a través de la ronda de repesca.

## Grupo 1
| Pos. | Equipo        | Pts. | PJ | G | E | P  | GF | GC | Dif. | Clasificación        |
| ---- | ------------- | ---- | -- | - | - | -- | -- | -- | ---- | -------------------- |
| 1    | Rusia         | 23   | 10 | 7 | 2 | 1  | 18 | 5  | +13  | Copa Mundial de 2002 |
| 2    | Eslovenia     | 20   | 10 | 5 | 5 | 0  | 17 | 9  | +8   | Play-offs            |
| 3    | RF Yugoslavia | 19   | 10 | 5 | 4 | 1  | 22 | 8  | +14  |                      |
| 4    | Suiza         | 14   | 10 | 4 | 2 | 4  | 18 | 12 | +6   |                      |
| 5    | Islas Feroe   | 7    | 10 | 2 | 1 | 7  | 6  | 23 | −17  |                      |
| 6    | Luxemburgo    | 0    | 10 | 0 | 0 | 10 | 4  | 28 | −24  |                      |

 Fuente: [cita requerida]
| Fecha                   | Lugar      |               |                                            | Resultado |                                            |               |
| ----------------------- | ---------- | ------------- | ------------------------------------------ | --------- | ------------------------------------------ | ------------- |
| 2 de septiembre de 2000 | Zúrich     | Suiza         |                                            | 0:1 (0:0) |                                            | Rusia         |
| 3 de septiembre de 2000 | Toftir     | Islas Feroe   |                                            | 2:2 (0:1) |                                            | Eslovenia     |
| 3 de septiembre de 2000 | Luxemburgo | Luxemburgo    |                                            | 0:2 (0:2) | Bandera de República Federal de Yugoslavia | RF Yugoslavia |
| 7 de octubre de 2000    | Zúrich     | Suiza         |                                            | 5:1 (4:1) |                                            | Islas Feroe   |
| 7 de octubre de 2000    | Luxemburgo | Luxemburgo    |                                            | 1:2 (0:2) |                                            | Eslovenia     |
| 11 de octubre de 2000   | Moscú      | Rusia         |                                            | 3:0 (1:0) |                                            | Luxemburgo    |
| 11 de octubre de 2000   | Liubliana  | Eslovenia     |                                            | 2:2 (1:1) |                                            | Suiza         |
| 24 de marzo de 2001     | Luxemburgo | Luxemburgo    |                                            | 0:2 (0:0) |                                            | Islas Feroe   |
| 24 de marzo de 2001     | Moscú      | Rusia         |                                            | 1:1 (1:1) |                                            | Eslovenia     |
| 24 de marzo de 2001     | Belgrado   | RF Yugoslavia | Bandera de República Federal de Yugoslavia | 1:1 (0:0) |                                            | Suiza         |
| 28 de marzo de 2001     | Moscú      | Rusia         |                                            | 1:0 (1:0) |                                            | Islas Feroe   |
| 28 de marzo de 2001     | Zúrich     | Suiza         |                                            | 5:0 (2:0) |                                            | Luxemburgo    |
| 28 de marzo de 2001     | Liubliana  | Eslovenia     |                                            | 1:1 (0:1) | Bandera de República Federal de Yugoslavia | RF Yugoslavia |
| 25 de abril de 2001     | Belgrado   | RF Yugoslavia | Bandera de República Federal de Yugoslavia | 0:1 (0:0) |                                            | Rusia         |
| 2 de junio de 2001      | Moscú      | Rusia         |                                            | 1:1 (1:1) | Bandera de República Federal de Yugoslavia | RF Yugoslavia |
| 2 de junio de 2001      | Toftir     | Islas Feroe   |                                            | 0:1 (0:0) |                                            | Suiza         |
| 2 de junio de 2001      | Liubliana  | Eslovenia     |                                            | 2:0 (1:0) |                                            | Luxemburgo    |
| 6 de junio de 2001      | Toftir     | Islas Feroe   |                                            | 0:6 (0:2) | Bandera de República Federal de Yugoslavia | RF Yugoslavia |
| 6 de junio de 2001      | Luxemburgo | Luxemburgo    |                                            | 1:2 (0:1) |                                            | Rusia         |
| 6 de junio de 2001      | Basilea    | Suiza         |                                            | 0:1 (0:0) |                                            | Eslovenia     |
| 15 de agosto de 2001    | Belgrado   | RF Yugoslavia | Bandera de República Federal de Yugoslavia | 2:0 (1:0) |                                            | Islas Feroe   |
| 1 de septiembre de 2001 | Toftir     | Islas Feroe   |                                            | 1:0 (0:0) |                                            | Luxemburgo    |
| 1 de septiembre de 2001 | Basilea    | Suiza         |                                            | 1:2 (1:1) | Bandera de República Federal de Yugoslavia | RF Yugoslavia |
| 1 de septiembre de 2001 | Liubliana  | Eslovenia     |                                            | 2:1 (0:0) |                                            | Rusia         |
| 5 de septiembre de 2001 | Tórshavn   | Islas Feroe   |                                            | 0:3 (0:2) |                                            | Rusia         |
| 5 de septiembre de 2001 | Luxemburgo | Luxemburgo    |                                            | 0:3 (0:1) |                                            | Suiza         |
| 5 de septiembre de 2001 | Belgrado   | RF Yugoslavia | Bandera de República Federal de Yugoslavia | 1:1 (0:1) |                                            | Eslovenia     |
| 6 de octubre de 2001    | Liubliana  | Eslovenia     |                                            | 3:0 (2:0) |                                            | Islas Feroe   |
| 6 de octubre de 2001    | Moscú      | Rusia         |                                            | 4:0 (3:0) |                                            | Suiza         |
| 6 de octubre de 2001    | Belgrado   | RF Yugoslavia | Bandera de República Federal de Yugoslavia | 6:2 (1:1) |                                            | Luxemburgo    |

## Grupo 2
| Pos. | Equipo       | Pts. | PJ | G | E | P  | GF | GC | Dif. | Clasificación            |
| ---- | ------------ | ---- | -- | - | - | -- | -- | -- | ---- | ------------------------ |
| 1    | Portugal     | 24   | 10 | 7 | 3 | 0  | 33 | 7  | +26  | Copa Mundial de 2002     |
| 2    | Irlanda      | 24   | 10 | 7 | 3 | 0  | 23 | 5  | +18  | Repesca intercontinental |
| 3    | Países Bajos | 20   | 10 | 6 | 2 | 2  | 30 | 9  | +21  |                          |
| 4    | Estonia      | 8    | 10 | 2 | 2 | 6  | 10 | 26 | −16  |                          |
| 5    | Chipre       | 8    | 10 | 2 | 2 | 6  | 13 | 31 | −18  |                          |
| 6    | Andorra      | 0    | 10 | 0 | 0 | 10 | 5  | 36 | −31  |                          |

 Fuente: [cita requerida]
| Fecha                   | Lugar              |              |                   | Resultado |                   |              |
| ----------------------- | ------------------ | ------------ | ----------------- | --------- | ----------------- | ------------ |
| 16 de agosto de 2000    | Tallin             | Estonia      |                   | 1:0 (0:0) |                   | Andorra      |
| 2 de septiembre de 2000 | Andorra la Vieja   | Andorra      |                   | 2:3 (1:1) | Bandera de Chipre | Chipre       |
| 2 de septiembre de 2000 | Ámsterdam          | Países Bajos |                   | 2:2 (0:1) |                   | Irlanda      |
| 3 de septiembre de 2000 | Tallin             | Estonia      |                   | 1:3 (0:1) |                   | Portugal     |
| 7 de octubre de 2000    | Andorra la Vieja   | Andorra      |                   | 1:2 (0:0) |                   | Estonia      |
| 7 de octubre de 2000    | Nicosia            | Chipre       | Bandera de Chipre | 0:4 (0:0) |                   | Países Bajos |
| 7 de octubre de 2000    | Lisboa             | Portugal     |                   | 1:1 (0:0) |                   | Irlanda      |
| 11 de octubre de 2000   | Dublín             | Irlanda      |                   | 2:0 (1:0) |                   | Estonia      |
| 11 de octubre de 2000   | Róterdam           | Países Bajos |                   | 0:2 (0:2) |                   | Portugal     |
| 15 de noviembre de 2000 | Nicosia            | Chipre       | Bandera de Chipre | 5:0 (3:0) |                   | Andorra      |
| 28 de febrero de 2001   | Funchal            | Portugal     |                   | 3:0 (2:0) |                   | Andorra      |
| 24 de marzo de 2001     | Nicosia            | Chipre       | Bandera de Chipre | 0:4 (0:2) |                   | Irlanda      |
| 24 de marzo de 2001     | Barcelona (España) | Andorra      |                   | 0:5 (0:2) |                   | Países Bajos |
| 28 de marzo de 2001     | Barcelona (España) | Andorra      |                   | 0:3 (0:1) |                   | Irlanda      |
| 28 de marzo de 2001     | Limassol           | Chipre       | Bandera de Chipre | 2:2 (0:0) |                   | Estonia      |
| 28 de marzo de 2001     | Oporto             | Portugal     |                   | 2:2 (0:1) |                   | Países Bajos |
| 25 de abril de 2001     | Dublín             | Irlanda      |                   | 3:1 (2:1) |                   | Andorra      |
| 25 de abril de 2001     | Eindhoven          | Países Bajos |                   | 4:0 (3:0) | Bandera de Chipre | Chipre       |
| 2 de junio de 2001      | Dublín             | Irlanda      |                   | 1:1 (0:0) |                   | Portugal     |
| 2 de junio de 2001      | Tallin             | Estonia      |                   | 2:4 (0:0) |                   | Países Bajos |
| 6 de junio de 2001      | Tallin             | Estonia      |                   | 0:2 (0:2) |                   | Irlanda      |
| 6 de junio de 2001      | Lisboa             | Portugal     |                   | 6:0 (1:0) | Bandera de Chipre | Chipre       |
| 15 de agosto de 2001    | Tallin             | Estonia      |                   | 2:2 (0:1) | Bandera de Chipre | Chipre       |
| 1 de septiembre de 2001 | Dublín             | Irlanda      |                   | 1:0 (0:0) |                   | Países Bajos |
| 1 de septiembre de 2001 | Lérida (España)    | Andorra      |                   | 1:7 (1:5) |                   | Portugal     |
| 5 de septiembre de 2001 | Nicosia            | Chipre       | Bandera de Chipre | 1:3 (1:0) |                   | Portugal     |
| 5 de septiembre de 2001 | Ámsterdam          | Países Bajos |                   | 5:0 (5:0) |                   | Estonia      |
| 6 de octubre de 2001    | Dublín             | Irlanda      |                   | 4:0 (2:0) | Bandera de Chipre | Chipre       |
| 6 de octubre de 2001    | Lisboa             | Portugal     |                   | 5:0 (1:0) |                   | Estonia      |
| 6 de octubre de 2001    | Arnhem             | Países Bajos |                   | 4:0 (2:0) |                   | Andorra      |

## Grupo 3
| Pos. | Equipo            | Pts. | PJ | G | E | P | GF | GC | Dif. | Clasificación        |
| ---- | ----------------- | ---- | -- | - | - | - | -- | -- | ---- | -------------------- |
| 1    | Dinamarca         | 22   | 10 | 6 | 4 | 0 | 22 | 6  | +16  | Copa Mundial de 2002 |
| 2    | República Checa   | 20   | 10 | 6 | 2 | 2 | 20 | 8  | +12  | Play-offs            |
| 3    | Bulgaria          | 17   | 10 | 5 | 2 | 3 | 14 | 15 | −1   |                      |
| 4    | Islandia          | 13   | 10 | 4 | 1 | 5 | 14 | 20 | −6   |                      |
| 5    | Irlanda del Norte | 11   | 10 | 3 | 2 | 5 | 11 | 12 | −1   |                      |
| 6    | Malta             | 1    | 10 | 0 | 1 | 9 | 4  | 24 | −20  |                      |

 Fuente: [cita requerida]
| Fecha                   | Lugar      |                   |  | Resultado |  |                   |
| ----------------------- | ---------- | ----------------- |  | --------- |  | ----------------- |
| 2 de septiembre de 2000 | Belfast    | Irlanda del Norte |  | 1:0 (0:0) |  | Malta             |
| 2 de septiembre de 2000 | Reikiavik  | Islandia          |  | 1:2 (1:1) |  | Dinamarca         |
| 2 de septiembre de 2000 | Sofía      | Bulgaria          |  | 0:1 (0:0) |  | República Checa   |
| 7 de octubre de 2000    | Belfast    | Irlanda del Norte |  | 1:1 (1:0) |  | Dinamarca         |
| 7 de octubre de 2000    | Teplice    | República Checa   |  | 4:0 (3:0) |  | Islandia          |
| 7 de octubre de 2000    | Sofía      | Bulgaria          |  | 3:0 (1:0) |  | Malta             |
| 11 de octubre de 2000   | Ta' Qali   | Malta             |  | 0:0       |  | República Checa   |
| 11 de octubre de 2000   | Copenhague | Dinamarca         |  | 1:1 (0:0) |  | Bulgaria          |
| 11 de octubre de 2000   | Reikiavik  | Islandia          |  | 1:0 (0:0) |  | Irlanda del Norte |
| 24 de marzo de 2001     | Belfast    | Irlanda del Norte |  | 0:1 (0:1) |  | República Checa   |
| 24 de marzo de 2001     | Sofía      | Bulgaria          |  | 2:1 (1:1) |  | Islandia          |
| 24 de marzo de 2001     | Ta' Qali   | Malta             |  | 0:5 (0:1) |  | Dinamarca         |
| 28 de marzo de 2001     | Sofía      | Bulgaria          |  | 4:3 (2:1) |  | Irlanda del Norte |
| 28 de marzo de 2001     | Praga      | República Checa   |  | 0:0       |  | Dinamarca         |
| 25 de abril de 2001     | Ta' Qali   | Malta             |  | 1:4 (1:2) |  | Islandia          |
| 2 de junio de 2001      | Belfast    | Irlanda del Norte |  | 0:1 (0:0) |  | Bulgaria          |
| 2 de junio de 2001      | Reikiavik  | Islandia          |  | 3:0 (2:0) |  | Malta             |
| 2 de junio de 2001      | Copenhague | Dinamarca         |  | 2:1 (1:1) |  | República Checa   |
| 6 de junio de 2001      | Teplice    | República Checa   |  | 3:1 (1:1) |  | Irlanda del Norte |
| 6 de junio de 2001      | Reikiavik  | Islandia          |  | 1:1 (1:0) |  | Bulgaria          |
| 6 de junio de 2001      | Copenhague | Dinamarca         |  | 2:1 (1:1) |  | Malta             |
| 1 de septiembre de 2001 | Reikiavik  | Islandia          |  | 3:1 (1:0) |  | República Checa   |
| 1 de septiembre de 2001 | Copenhague | Dinamarca         |  | 1:1 (1:0) |  | Irlanda del Norte |
| 1 de septiembre de 2001 | Ta' Qali   | Malta             |  | 0:2 (0:0) |  | Bulgaria          |
| 5 de septiembre de 2001 | Teplice    | República Checa   |  | 3:2 (2:1) |  | Malta             |
| 5 de septiembre de 2001 | Belfast    | Irlanda del Norte |  | 3:0 (0:0) |  | Islandia          |
| 5 de septiembre de 2001 | Sofía      | Bulgaria          |  | 0:2 (0:0) |  | Dinamarca         |
| 6 de octubre de 2001    | Ta' Qali   | Malta             |  | 0:1 (0:0) |  | Irlanda del Norte |
| 6 de octubre de 2001    | Praga      | República Checa   |  | 6:0 (3:0) |  | Bulgaria          |
| 6 de octubre de 2001    | Copenhague | Dinamarca         |  | 6:0 (4:0) |  | Islandia          |

## Grupo 4
| Pos. | Equipo     | Pts. | PJ | G | E | P | GF | GC | Dif. | Clasificación        |
| ---- | ---------- | ---- | -- | - | - | - | -- | -- | ---- | -------------------- |
| 1    | Suecia     | 26   | 10 | 8 | 2 | 0 | 20 | 3  | +17  | Copa Mundial de 2002 |
| 2    | Turquía    | 21   | 10 | 6 | 3 | 1 | 18 | 8  | +10  | Play-offs            |
| 3    | Eslovaquia | 17   | 10 | 5 | 2 | 3 | 16 | 9  | +7   |                      |
| 4    | Macedonia  | 7    | 10 | 1 | 4 | 5 | 11 | 18 | −7   |                      |
| 5    | Moldavia   | 6    | 10 | 1 | 3 | 6 | 6  | 20 | −14  |                      |
| 6    | Azerbaiyán | 5    | 10 | 1 | 2 | 7 | 4  | 17 | −13  |                      |

 Fuente: [cita requerida]
| Fecha                   | Lugar      |            |  | Resultado |  |            |
| ----------------------- | ---------- | ---------- |  | --------- |  | ---------- |
| 2 de septiembre de 2000 | Estambul   | Turquía    |  | 2:0 (1:0) |  | Moldavia   |
| 2 de septiembre de 2000 | Bakú       | Azerbaiyán |  | 0:1 (0:1) |  | Suecia     |
| 3 de septiembre de 2000 | Bratislava | Eslovaquia |  | 2:0 (1:0) |  | Macedonia  |
| 6 de octubre de 2000    | Skopje     | Macedonia  |  | 3:0 (2:0) |  | Azerbaiyán |
| 7 de octubre de 2000    | Gothenburg | Suecia     |  | 1:1 (0:0) |  | Turquía    |
| 7 de octubre de 2000    | Chisináu   | Moldavia   |  | 0:1 (0:0) |  | Eslovaquia |
| 11 de octubre de 2000   | Bakú       | Azerbaiyán |  | 0:1 (0:0) |  | Turquía    |
| 11 de octubre de 2000   | Chisináu   | Moldavia   |  | 0:0       |  | Macedonia  |
| 11 de octubre de 2000   | Bratislava | Eslovaquia |  | 0:0       |  | Suecia     |
| 24 de marzo de 2001     | Bakú       | Azerbaiyán |  | 0:0       |  | Moldavia   |
| 24 de marzo de 2001     | Gothenburg | Suecia     |  | 1:0 (1:0) |  | Macedonia  |
| 24 de marzo de 2001     | Estambul   | Turquía    |  | 1:1 (0:0) |  | Eslovaquia |
| 28 de marzo de 2001     | Trnava     | Eslovaquia |  | 3:1 (2:1) |  | Azerbaiyán |
| 28 de marzo de 2001     | Skopje     | Macedonia  |  | 1:2 (1:0) |  | Turquía    |
| 28 de marzo de 2001     | Chisináu   | Moldavia   |  | 0:2 (0:0) |  | Suecia     |
| 2 de junio de 2001      | Solna      | Suecia     |  | 2:0 (1:0) |  | Eslovaquia |
| 2 de junio de 2001      | Skopje     | Macedonia  |  | 2:2 (1:1) |  | Moldavia   |
| 2 de junio de 2001      | Estambul   | Turquía    |  | 3:0 (3:0) |  | Azerbaiyán |
| 6 de junio de 2001      | Bakú       | Azerbaiyán |  | 2:0 (1:0) |  | Eslovaquia |
| 6 de junio de 2001      | Gothenburg | Suecia     |  | 6:0 (1:0) |  | Moldavia   |
| 6 de junio de 2001      | Bursa      | Turquía    |  | 3:3 (1:2) |  | Macedonia  |
| 1 de septiembre de 2001 | Chisináu   | Moldavia   |  | 2:0 (1:0) |  | Azerbaiyán |
| 1 de septiembre de 2001 | Bratislava | Eslovaquia |  | 0:1 (0:1) |  | Turquía    |
| 1 de septiembre de 2001 | Skopje     | Macedonia  |  | 1:2 (0:2) |  | Suecia     |
| 5 de septiembre de 2001 | Bakú       | Azerbaiyán |  | 1:1 (0:1) |  | Macedonia  |
| 5 de septiembre de 2001 | Trencin    | Eslovaquia |  | 4:2 (0:1) |  | Moldavia   |
| 5 de septiembre de 2001 | Estambul   | Turquía    |  | 1:2 (0:0) |  | Suecia     |
| 6 de octubre de 2001    | Chisináu   | Moldavia   |  | 0:3 (0:1) |  | Turquía    |
| 7 de octubre de 2001    | Solna      | Suecia     |  | 3:0 (0:0) |  | Azerbaiyán |
| 7 de octubre de 2001    | Skopje     | Macedonia  |  | 0:5 (0:1) |  | Eslovaquia |

## Grupo 5
| Pos. | Equipo      | Pts. | PJ | G | E | P | GF | GC | Dif. | Clasificación        |
| ---- | ----------- | ---- | -- | - | - | - | -- | -- | ---- | -------------------- |
| 1    | Polonia     | 21   | 10 | 6 | 3 | 1 | 21 | 11 | +10  | Copa Mundial de 2002 |
| 2    | Ucrania     | 17   | 10 | 4 | 5 | 1 | 13 | 8  | +5   | Play-offs            |
| 3    | Bielorrusia | 15   | 10 | 4 | 3 | 3 | 12 | 11 | +1   |                      |
| 4    | Noruega     | 10   | 10 | 2 | 4 | 4 | 12 | 14 | −2   |                      |
| 5    | Gales       | 9    | 10 | 1 | 6 | 3 | 10 | 12 | −2   |                      |
| 6    | Armenia     | 5    | 10 | 0 | 5 | 5 | 7  | 19 | −12  |                      |

 Fuente: [cita requerida]
| Fecha                   | Lugar    |             |                        | Resultado |                        |             |
| ----------------------- | -------- | ----------- | ---------------------- | --------- | ---------------------- | ----------- |
| 2 de septiembre de 2000 | Oslo     | Noruega     |                        | 0:0       |                        | Armenia     |
| 2 de septiembre de 2000 | Minsk    | Bielorrusia | Bandera de Bielorrusia | 2:1 (1:0) |                        | Gales       |
| 2 de septiembre de 2000 | Kiev     | Ucrania     |                        | 1:3 (1:2) |                        | Polonia     |
| 7 de octubre de 2000    | Cardiff  | Gales       |                        | 1:1 (0:0) |                        | Noruega     |
| 7 de octubre de 2000    | Ereván   | Armenia     |                        | 2:3 (2:1) |                        | Ucrania     |
| 7 de octubre de 2000    | Łódź     | Polonia     |                        | 3:1 (1:1) | Bandera de Bielorrusia | Bielorrusia |
| 11 de octubre de 2000   | Minsk    | Bielorrusia | Bandera de Bielorrusia | 2:1 (2:0) |                        | Armenia     |
| 11 de octubre de 2000   | Oslo     | Noruega     |                        | 0:1 (0:0) |                        | Ucrania     |
| 11 de octubre de 2000   | Varsovia | Polonia     |                        | 0:0       |                        | Gales       |
| 24 de marzo de 2001     | Oslo     | Noruega     |                        | 2:3 (0:2) |                        | Polonia     |
| 24 de marzo de 2001     | Kiev     | Ucrania     |                        | 0:0       | Bandera de Bielorrusia | Bielorrusia |
| 24 de marzo de 2001     | Ereván   | Armenia     |                        | 2:2 (1:1) |                        | Gales       |
| 28 de marzo de 2001     | Varsovia | Polonia     |                        | 4:0 (2:0) |                        | Armenia     |
| 28 de marzo de 2001     | Cardiff  | Gales       |                        | 1:1 (1:0) |                        | Ucrania     |
| 28 de marzo de 2001     | Minsk    | Bielorrusia | Bandera de Bielorrusia | 2:1 (1:0) |                        | Noruega     |
| 2 de junio de 2001      | Cardiff  | Gales       |                        | 1:2 (1:1) |                        | Polonia     |
| 2 de junio de 2001      | Kiev     | Ucrania     |                        | 0:0       |                        | Noruega     |
| 2 de junio de 2001      | Ereván   | Armenia     |                        | 0:0       | Bandera de Bielorrusia | Bielorrusia |
| 6 de junio de 2001      | Oslo     | Noruega     |                        | 1:1 (0:1) | Bandera de Bielorrusia | Bielorrusia |
| 6 de junio de 2001      | Kiev     | Ucrania     |                        | 1:1 (1:0) |                        | Gales       |
| 6 de junio de 2001      | Ereván   | Armenia     |                        | 1:1 (1:1) |                        | Polonia     |
| 1 de septiembre de 2001 | Cardiff  | Gales       |                        | 0:0       |                        | Armenia     |
| 1 de septiembre de 2001 | Chorzów  | Polonia     |                        | 3:0 (1:0) |                        | Noruega     |
| 1 de septiembre de 2001 | Minsk    | Bielorrusia | Bandera de Bielorrusia | 0:2 (0:1) |                        | Ucrania     |
| 5 de septiembre de 2001 | Lviv     | Ucrania     |                        | 3:0 (1:0) |                        | Armenia     |
| 5 de septiembre de 2001 | Oslo     | Noruega     |                        | 3:2 (1:2) |                        | Gales       |
| 5 de septiembre de 2001 | Minsk    | Bielorrusia | Bandera de Bielorrusia | 4:1 (1:0) |                        | Polonia     |
| 6 de octubre de 2001    | Cardiff  | Gales       |                        | 1:0 (0:0) | Bandera de Bielorrusia | Bielorrusia |
| 6 de octubre de 2001    | Chorzów  | Polonia     |                        | 1:1 (1:0) |                        | Ucrania     |
| 6 de octubre de 2001    | Ereván   | Armenia     |                        | 1:4 (0:0) |                        | Noruega     |

## Grupo 6
| Pos. | Equipo     | Pts. | PJ | G | E | P | GF | GC | Dif. | Clasificación        |
| ---- | ---------- | ---- | -- | - | - | - | -- | -- | ---- | -------------------- |
| 1    | Croacia    | 18   | 8  | 5 | 3 | 0 | 15 | 2  | +13  | Copa Mundial de 2002 |
| 2    | Bélgica    | 17   | 8  | 5 | 2 | 1 | 25 | 6  | +19  | Play-offs            |
| 3    | Escocia    | 15   | 8  | 4 | 3 | 1 | 12 | 6  | +6   |                      |
| 4    | Letonia    | 4    | 8  | 1 | 1 | 6 | 5  | 16 | −11  |                      |
| 5    | San Marino | 1    | 8  | 0 | 1 | 7 | 3  | 30 | −27  |                      |

 Fuente: [cita requerida]
| Fecha                   | Lugar      |            |                    | Resultado  |                    |            |
| ----------------------- | ---------- | ---------- | ------------------ | ---------- | ------------------ | ---------- |
| 2 de septiembre de 2000 | Riga       | Letonia    |                    | 0:1 (0:0)  | Bandera de Escocia | Escocia    |
| 2 de septiembre de 2000 | Bruselas   | Bélgica    |                    | 0:0        |                    | Croacia    |
| 7 de octubre de 2000    | Serravalle | San Marino |                    | 0:2 (0:0)  | Bandera de Escocia | Escocia    |
| 7 de octubre de 2000    | Riga       | Letonia    |                    | 0:4 (0:2)  |                    | Bélgica    |
| 11 de octubre de 2000   | Zagreb     | Croacia    |                    | 1:1 (1:1)  | Bandera de Escocia | Escocia    |
| 15 de noviembre de 2000 | Serravalle | San Marino |                    | 0:1 (0:1)  |                    | Letonia    |
| 28 de febrero de 2001   | Bruselas   | Bélgica    |                    | 10:1 (3:0) |                    | San Marino |
| 24 de marzo de 2001     | Glasgow    | Escocia    | Bandera de Escocia | 2:2 (2:0)  |                    | Bélgica    |
| 24 de marzo de 2001     | Osijek     | Croacia    |                    | 4:1 (3:0)  |                    | Letonia    |
| 28 de marzo de 2001     | Glasgow    | Escocia    | Bandera de Escocia | 4:0 (3:0)  |                    | San Marino |
| 25 de abril de 2001     | Riga       | Letonia    |                    | 1:1 (1:0)  |                    | San Marino |
| 2 de junio de 2001      | Bruselas   | Bélgica    |                    | 3:1 (2:0)  |                    | Letonia    |
| 2 de junio de 2001      | Varaždin   | Croacia    |                    | 4:0 (2:0)  |                    | San Marino |
| 6 de junio de 2001      | Riga       | Letonia    |                    | 0:1 (0:1)  |                    | Croacia    |
| 6 de junio de 2001      | Serravalle | San Marino |                    | 1:4 (1:1)  |                    | Bélgica    |
| 1 de septiembre de 2001 | Glasgow    | Escocia    | Bandera de Escocia | 0:0        |                    | Croacia    |
| 5 de septiembre de 2001 | Serravalle | San Marino |                    | 0:4 (0:1)  |                    | Croacia    |
| 5 de septiembre de 2001 | Bruselas   | Bélgica    |                    | 2:0 (1:0)  | Bandera de Escocia | Escocia    |
| 6 de octubre de 2001    | Glasgow    | Escocia    | Bandera de Escocia | 2:1 (1:1)  |                    | Letonia    |
| 6 de octubre de 2001    | Zagreb     | Croacia    |                    | 1:0 (0:0)  |                    | Bélgica    |

## Grupo 7
| Pos. | Equipo               | Pts. | PJ | G | E | P | GF | GC | Dif. | Clasificación        |
| ---- | -------------------- | ---- | -- | - | - | - | -- | -- | ---- | -------------------- |
| 1    | España               | 20   | 8  | 6 | 2 | 0 | 21 | 4  | +17  | Copa Mundial de 2002 |
| 2    | Austria              | 15   | 8  | 4 | 3 | 1 | 10 | 8  | +2   | Play-offs            |
| 3    | Israel               | 12   | 8  | 3 | 3 | 2 | 11 | 7  | +4   |                      |
| 4    | Bosnia y Herzegovina | 8    | 8  | 2 | 2 | 4 | 12 | 12 | 0    |                      |
| 5    | Liechtenstein        | 0    | 8  | 0 | 0 | 8 | 0  | 23 | −23  |                      |

 Fuente: [cita requerida]
| Fecha                   | Lugar     |                    |  | Resultado |  |                    |
| ----------------------- | --------- | ------------------ |  | --------- |  | ------------------ |
| 2 de septiembre de 2000 | Sarajevo  | Bosnia-Herzegovina |  | 1:2 (1:1) |  | España             |
| 2 de septiembre de 2000 | Tel Aviv  | Israel             |  | 2:0 (1:0) |  | Liechtenstein      |
| 7 de octubre de 2000    | Vaduz     | Liechtenstein      |  | 0:1 (0:1) |  | Austria            |
| 7 de octubre de 2000    | Madrid    | España             |  | 2:0 (1:0) |  | Israel             |
| 11 de octubre de 2000   | Tel Aviv  | Israel             |  | 3:1 (1:0) |  | Bosnia-Herzegovina |
| 11 de octubre de 2000   | Viena     | Austria            |  | 1:1 (1:1) |  | España             |
| 24 de marzo de 2001     | Sarajevo  | Bosnia-Herzegovina |  | 1:1 (1:0) |  | Austria            |
| 24 de marzo de 2001     | Alicante  | España             |  | 5:0 (2:0) |  | Liechtenstein      |
| 28 de marzo de 2001     | Vaduz     | Liechtenstein      |  | 0:3 (0:1) |  | Bosnia-Herzegovina |
| 28 de marzo de 2001     | Viena     | Austria            |  | 2:1 (2:1) |  | Israel             |
| 25 de abril de 2001     | Innsbruck | Austria            |  | 2:0 (1:0) |  | Liechtenstein      |
| 2 de junio de 2001      | Vaduz     | Liechtenstein      |  | 0:3 (0:3) |  | Israel             |
| 2 de junio de 2001      | Oviedo    | España             |  | 4:1 (1:1) |  | Bosnia-Herzegovina |
| 6 de junio de 2001      | Tel Aviv  | Israel             |  | 1:1 (1:0) |  | España             |
| 1 de septiembre de 2001 | Sarajevo  | Bosnia-Herzegovina |  | 0:0       |  | Israel             |
| 1 de septiembre de 2001 | Valencia  | España             |  | 4:0 (1:0) |  | Austria            |
| 5 de septiembre de 2001 | Viena     | Austria            |  | 2:0 (1:0) |  | Bosnia-Herzegovina |
| 5 de septiembre de 2001 | Vaduz     | Liechtenstein      |  | 0:2 (0:1) |  | España             |
| 7 de octubre de 2001    | Zenica    | Bosnia-Herzegovina |  | 5:0 (2:0) |  | Liechtenstein      |
| 27 de octubre de 2001   | Tel Aviv  | Israel             |  | 1:1 (0:0) |  | Austria            |

## Grupo 8
| Pos. | Equipo   | Pts. | PJ | G | E | P | GF | GC | Dif. | Clasificación        |
| ---- | -------- | ---- | -- | - | - | - | -- | -- | ---- | -------------------- |
| 1    | Italia   | 20   | 8  | 6 | 2 | 0 | 16 | 3  | +13  | Copa Mundial de 2002 |
| 2    | Rumania  | 16   | 8  | 5 | 1 | 2 | 10 | 7  | +3   | Play-offs            |
| 3    | Georgia  | 10   | 8  | 3 | 1 | 4 | 12 | 12 | 0    |                      |
| 4    | Hungría  | 8    | 8  | 2 | 2 | 4 | 14 | 13 | +1   |                      |
| 5    | Lituania | 2    | 8  | 0 | 2 | 6 | 3  | 20 | −17  |                      |

 Fuente: [cita requerida]
| Fecha                   | Lugar    |          |                     | Resultado |                     |          |
| ----------------------- | -------- | -------- | ------------------- | --------- | ------------------- | -------- |
| 3 de septiembre de 2000 | Bucarest | Rumania  |                     | 1:0 (0:0) |                     | Lituania |
| 3 de septiembre de 2000 | Budapest | Hungría  |                     | 2:2 (1:2) | Bandera de Italia   | Italia   |
| 7 de octubre de 2000    | Kaunas   | Lituania | Bandera de Lituania | 0:4 (0:2) |                     | Georgia  |
| 7 de octubre de 2000    | Milán    | Italia   | Bandera de Italia   | 3:0 (3:0) |                     | Rumania  |
| 11 de octubre de 2000   | Kaunas   | Lituania | Bandera de Lituania | 1:6 (0:2) |                     | Hungría  |
| 11 de octubre de 2000   | Ancona   | Italia   | Bandera de Italia   | 2:0 (0:0) |                     | Georgia  |
| 24 de marzo de 2001     | Budapest | Hungría  |                     | 1:1 (0:0) | Bandera de Lituania | Lituania |
| 24 de marzo de 2001     | Bucarest | Rumania  |                     | 0:2 (0:2) | Bandera de Italia   | Italia   |
| 28 de marzo de 2001     | Tiflis   | Georgia  |                     | 0:2 (0:0) |                     | Rumania  |
| 28 de marzo de 2001     | Trieste  | Italia   | Bandera de Italia   | 4:0 (1:0) | Bandera de Lituania | Lituania |
| 2 de junio de 2001      | Bucarest | Rumania  |                     | 2:0 (1:0) |                     | Hungría  |
| 2 de junio de 2001      | Tiflis   | Georgia  |                     | 1:2 (0:1) | Bandera de Italia   | Italia   |
| 6 de junio de 2001      | Kaunas   | Lituania | Bandera de Lituania | 1:2 (0:1) |                     | Rumania  |
| 6 de junio de 2001      | Budapest | Hungría  |                     | 4:1 (2:0) |                     | Georgia  |
| 1 de septiembre de 2001 | Kaunas   | Lituania | Bandera de Lituania | 0:0       | Bandera de Italia   | Italia   |
| 1 de septiembre de 2001 | Tiflis   | Georgia  |                     | 3:1 (1:1) |                     | Hungría  |
| 5 de septiembre de 2001 | Budapest | Hungría  |                     | 0:2 (0:2) |                     | Rumania  |
| 5 de septiembre de 2001 | Tiflis   | Georgia  |                     | 2:0 (0:0) | Bandera de Lituania | Lituania |
| 6 de octubre de 2001    | Parma    | Italia   | Bandera de Italia   | 1:0 (1:0) |                     | Hungría  |
| 6 de octubre de 2001    | Bucarest | Rumania  |                     | 1:1 (0:0) |                     | Georgia  |

## Grupo 9
| Pos. | Equipo     | Pts. | PJ | G | E | P | GF | GC | Dif. | Clasificación        |
| ---- | ---------- | ---- | -- | - | - | - | -- | -- | ---- | -------------------- |
| 1    | Inglaterra | 17   | 8  | 5 | 2 | 1 | 16 | 6  | +10  | Copa Mundial de 2002 |
| 2    | Alemania   | 17   | 8  | 5 | 2 | 1 | 14 | 10 | +4   | Play-offs            |
| 3    | Finlandia  | 12   | 8  | 3 | 3 | 2 | 12 | 7  | +5   |                      |
| 4    | Grecia     | 7    | 8  | 2 | 1 | 5 | 7  | 17 | −10  |                      |
| 5    | Albania    | 3    | 8  | 1 | 0 | 7 | 5  | 14 | −9   |                      |

 Fuente: [cita requerida]
| Fecha                   | Lugar         |            |                    | Resultado |                    |            |
| ----------------------- | ------------- | ---------- | ------------------ | --------- | ------------------ | ---------- |
| 2 de septiembre de 2000 | Helsinki      | Finlandia  |                    | 2:1 (1:0) | Bandera de Albania | Albania    |
| 2 de septiembre de 2000 | Hamburgo      | Alemania   |                    | 2:0 (1:0) |                    | Grecia     |
| 7 de octubre de 2000    | Londres       | Inglaterra |                    | 0:1 (0:1) |                    | Alemania   |
| 7 de octubre de 2000    | Atenas        | Grecia     |                    | 1:0 (0:0) |                    | Finlandia  |
| 11 de octubre de 2000   | Helsinki      | Finlandia  |                    | 0:0       |                    | Inglaterra |
| 11 de octubre de 2000   | Tirana        | Albania    | Bandera de Albania | 2:0 (0:0) |                    | Grecia     |
| 24 de marzo de 2001     | Liverpool     | Inglaterra |                    | 2:1 (1:1) |                    | Finlandia  |
| 24 de marzo de 2001     | Leverkusen    | Alemania   |                    | 2:1 (0:0) | Bandera de Albania | Albania    |
| 28 de marzo de 2001     | Tirana        | Albania    | Bandera de Albania | 1:3 (0:0) |                    | Inglaterra |
| 28 de marzo de 2001     | Atenas        | Grecia     |                    | 2:4 (2:2) |                    | Alemania   |
| 2 de junio de 2001      | Helsinki      | Finlandia  |                    | 2:2 (2:0) |                    | Alemania   |
| 2 de junio de 2001      | Heraklion     | Grecia     |                    | 1:0 (0:0) | Bandera de Albania | Albania    |
| 6 de junio de 2001      | Tirana        | Albania    | Bandera de Albania | 0:2 (0:1) |                    | Alemania   |
| 6 de junio de 2001      | Atenas        | Grecia     |                    | 0:2 (0:0) |                    | Inglaterra |
| 1 de septiembre de 2001 | Tirana        | Albania    | Bandera de Albania | 0:2 (0:0) |                    | Finlandia  |
| 1 de septiembre de 2001 | Múnich        | Alemania   |                    | 1:5 (1:2) |                    | Inglaterra |
| 5 de septiembre de 2001 | Helsinki      | Finlandia  |                    | 5:1 (4:1) |                    | Grecia     |
| 5 de septiembre de 2001 | Newcastle     | Inglaterra |                    | 2:0 (1:0) | Bandera de Albania | Albania    |
| 6 de octubre de 2001    | Mánchester    | Inglaterra |                    | 2:2 (0:1) |                    | Grecia     |
| 6 de octubre de 2001    | Gelsenkirchen | Alemania   |                    | 0:0       |                    | Finlandia  |

## Segundos lugares
El mejor segundo obtuvo la plaza en la repesca intercontinental con el tercer clasificado de la clasificatoria asiática. Para esto, se diseñó una tabla de los equipos que obtuvieron el segundo lugar en su grupo, ordenados por puntos obtenidos, pero contando sólo con los encuentros disputados con el 1.º, 3.º, 4.º y 5.º de su grupo. En caso de igualdades en puntos se considera primero al que tenga mayor diferencia de goles.
El equipo posicionado en el primer lugar de esta tabla se enfrentó a Irán por un cupo al Mundial de Fútbol. Los ocho equipos restantes participaron en la repesca europea.
| Pos. | Grp. | Equipo          | Pts. | PJ | G | E | P | GF | GC | Dif. | Clasificación            |
| ---- | ---- | --------------- | ---- | -- | - | - | - | -- | -- | ---- | ------------------------ |
| 1    | 2    | Irlanda         | 18   | 8  | 5 | 3 | 0 | 17 | 4  | +13  | Repesca intercontinental |
| 2    | 6    | Bélgica         | 17   | 8  | 5 | 2 | 1 | 25 | 6  | +19  | Play-offs                |
| 3    | 9    | Alemania        | 17   | 8  | 5 | 2 | 1 | 14 | 10 | +4   | Play-offs                |
| 4    | 3    | República Checa | 16   | 8  | 5 | 1 | 2 | 17 | 6  | +11  | Play-offs                |
| 5    | 8    | Rumania         | 16   | 8  | 5 | 1 | 2 | 10 | 7  | +3   | Play-offs                |
| 6    | 4    | Turquía         | 15   | 8  | 4 | 3 | 1 | 14 | 8  | +6   | Play-offs                |
| 7    | 7    | Austria         | 15   | 8  | 4 | 3 | 1 | 10 | 8  | +2   | Play-offs                |
| 8    | 1    | Eslovenia       | 14   | 8  | 3 | 5 | 0 | 13 | 8  | +5   | Play-offs                |
| 9    | 5    | Ucrania         | 11   | 8  | 2 | 5 | 1 | 7  | 6  | +1   | Play-offs                |

## Repesca
Los ocho equipos que obtuvieron el segundo lugar y no se clasificaron directamente, serán ordenados en 4 parejas y se enfrentarán en partidos de ida y vuelta. Los cuatro ganadores se clasificaron al Mundial de Fútbol.
- Grupo 1:  Eslovenia
- Grupo 3:  República Checa
- Grupo 4:  Turquía
- Grupo 5:  Ucrania
- Grupo 6:  Bélgica
- Grupo 7:  Austria
- Grupo 8:  Rumania
- Grupo 9:  Alemania

Eslovenia – Rumania
| 10 de noviembre de 2001 | Eslovenia                 | 2:1 (1:1) | Rumania     | Bežigrad Stadium, Liubliana                                               |                                                                           |
|                         | Acimovic 41' · Osterc 70' |           | Niculae 26' | Asistencia: 8.500 espectadores Árbitro(s): Kim Milton Nielsen (Dinamarca) | Asistencia: 8.500 espectadores Árbitro(s): Kim Milton Nielsen (Dinamarca) |

| 14 de noviembre de 2001 | Rumania    | 1:1 (0:0) (Global 2:3) | Eslovenia   | Steaua, Bucarest                                                    |                                                                     |
|                         | Contra 65' |                        | Rudonja 55' | Asistencia: 24.500 espectadores Árbitro(s): Hellmut Krug (Alemania) | Asistencia: 24.500 espectadores Árbitro(s): Hellmut Krug (Alemania) |

Ucrania – Alemania
| 10 de noviembre de 2001 | Ucrania   | 1:1 (1:1) | Alemania    | Estadio Olímpico, Kiev                                               |                                                                      |
|                         | Zubov 18' |           | Ballack 31' | Asistencia: 83.000 espectadores Árbitro(s): Stefano Braschi (Italia) | Asistencia: 83.000 espectadores Árbitro(s): Stefano Braschi (Italia) |

| 14 de noviembre de 2001 | Alemania                                    | 4:1 (3:0) (Global 5:2) | Ucrania        | Westfalenstadion, Dortmund                                                |                                                                           |
|                         | Ballack 4', 51' · Neuville 11' · Rehmer 15' |                        | Shevchenko 90' | Asistencia: 52.000 espectadores Árbitro(s): Vitor Melo Pereira (Portugal) | Asistencia: 52.000 espectadores Árbitro(s): Vitor Melo Pereira (Portugal) |

Bélgica – República Checa
| 10 de noviembre de 2001 | Bélgica      | 1:0 (1:0) | República Checa | Estadio Rey Balduino, Bruselas                                |                                                               |
|                         | Verheyen 28' |           |                 | Asistencia: 39.000 espectadores Árbitro(s): Urs Meier (Suiza) | Asistencia: 39.000 espectadores Árbitro(s): Urs Meier (Suiza) |

| 14 de noviembre de 2001 | República Checa | 0:1 (0:0) (Global 0:2) | Bélgica            | Estadio Sparta, Praga                                             |                                                                   |
|                         |                 |                        | Wilmots 85' (pen.) | Asistencia: 18.996 espectadores Árbitro(s): Anders Frisk (Suecia) | Asistencia: 18.996 espectadores Árbitro(s): Anders Frisk (Suecia) |

Austria – Turquía
| 10 de noviembre de 2001 | Austria | 0:1 (0:0) | Turquía   | Ernst Happel Stadion, Viena                                                 |                                                                             |
|                         |         |           | Buruk 60' | Asistencia: 50.000 espectadores Árbitro(s): Manuel Mejuto Gonzales (España) | Asistencia: 50.000 espectadores Árbitro(s): Manuel Mejuto Gonzales (España) |

| 14 de noviembre de 2001 | Turquía                                              | 5:0 (3:0) (Global 6:0) | Austria | Ali Sami Yen, Estambul                                                 |                                                                        |
|                         | Basturk 21' · Şükür 31' · Buruk 45' · Erden 69', 85' |                        |         | Asistencia: 22.000 espectadores Árbitro(s): Pierluigi Collina (Italia) | Asistencia: 22.000 espectadores Árbitro(s): Pierluigi Collina (Italia) |

## Repesca intercontinental
| 10 de noviembre de 2001 | Irlanda                      | 2:0 (1:0) | Irán | Lansdowne Road, Dublín                                                        |                                                                               |
|                         | Harte 45' (pen.) · Keane 50' |           |      | Asistencia: 36.538 espectadores Árbitro(s): Antônio Pereira da Silva (Brasil) | Asistencia: 36.538 espectadores Árbitro(s): Antônio Pereira da Silva (Brasil) |

| 15 de noviembre de 2001 | Irán             | 1:0 (0:0) (Global 1:2) | Irlanda | Estadio Azadi, Teherán                                                   |                                                                          |
|                         | Golmohammadi 90' |                        |         | Asistencia: 100.000 espectadores Árbitro(s): William Mattus (Costa Rica) | Asistencia: 100.000 espectadores Árbitro(s): William Mattus (Costa Rica) |

## Clasificados
| Alemania | Bélgica           | Croacia | Dinamarca | Eslovenia | España | Francia | Inglaterra |
| Alemania | Bélgica           | Croacia | Dinamarca | Eslovenia | España | Francia | Inglaterra |
| Irlanda  | Bandera de Italia | Polonia | Portugal  | Rusia     | Suecia | Turquía |            |
| Irlanda  | Italia            | Polonia | Portugal  | Rusia     | Suecia | Turquía |            |
| -------- | ----------------- | ------- | --------- | --------- | ------ | ------- | ---------- |